# 第二次マケドニア戦争
第二次マケドニア戦争（だいにじマケドニアせんそう、紀元前200年 - 紀元前197年）は、アンティゴノス朝（マケドニア）と共和政ローマの間の戦争である。ローマはアッタロス朝（ペルガモン）およびロドスと同盟していた。マケドニアは敗北し、ギリシア南部、トラキア、小アジアを失った。ローマは「マケドニア支配からのギリシアの開放」を宣言していたが、実際には戦後の東地中海におけるローマの影響力は高まり、やがてはこの全域がローマ領となる。

## 背景
紀元前204年、プトレマイオス朝のプトレマイオス4世が没し、6歳のプトレマイオス5世が王位を継ぐこととなった。マケドニアのピリッポス5世はセレウコス朝のアンティオコス3世と共謀して、この幼年の王の弱みに付け込み、プトレマイオス朝の領土を自分のものとし、また勢力範囲を決める秘密協定を結んだ。ピリッポスは自身の関心をまずはトラキアとダーダネルス海峡近くのギリシア独立都市に向けた。彼はキオス（en）を初めとするいくつかの都市の奪取に成功するが、同地域にやはり関心を持つロドスとアッタロス朝（ペルガモン）はこれに懸念を持つようになった。
紀元前201年、ピリッポス5世は小アジアでの作戦を開始し、プトレマイオス朝支配下のサモスの都市を攻撃し、ミレトスを占領した。ロドスとペルガモンはさらに不安を覚えたが、ピリッポス5世はペルガモンの領域で略奪行為を行った。ピリッポス5世は続いてカリアを侵略したが、ロドスとペルガモンは協力し、バルギュリア（en）で彼の艦隊を阻止し、彼の陸軍が乏しい補給で冬営をせざるを得ないように追い込んだ。
この時点で、ロドスとペルガモンはピリッポスに対して優位に立っていたが、それでもピリッポス5世を恐れていた。このため、地中海地域で急速に勢力を拡大していたローマに支援を依頼した。

## ローマの関心
ローマは第二次ポエニ戦争でカルタゴに勝利したばかりであった。この時点まで、東地中海に対するローマの関心は高くはなかった。イリュリアをめぐってピリッポス5世とローマが戦った第一次マケドニア戦争では決定的な戦闘は行われず、紀元前205年のフォイニケの和約で終了した。近年のピリッポスのトラキアと小アジアでの活動も、ローマに直接的な懸念を抱かせるものではなかった。にもかかわらず、ローマはロドスとトラキアの訴えを聞き入れ、ギリシアの現状を探るために3人の大使を派遣した。彼らはアテナイに到着するまで、ピリッポスとの戦争にほとんど熱意を持っていなかった。アテナイで彼らはペルガモン王アッタロス1世とロドスからの外交使節と会談した。同時にアテナイはマケドニアに対して宣戦布告し、ピリッポス5世はアッティカへ軍を送った。ローマ大使達はマケドニアの将軍とも会談を行い、ギリシア諸都市の平和を保つように促した。また、アテナイ、ロドス、ペルガモン、アエトリア同盟はローマと同盟を結んでマケドニアの影響を排除し、先の戦争でのロドスとペルガモンの損害を解決した。マケドニアの将軍はアテナイの領土から去り、ローマからの最後通告をピリッポスに手渡した。
ピリッポスは封鎖を突破して帰国していたが、ローマの最後通牒を拒否した。彼はアテナイ領への攻撃を再開し、またダーダネルス海峡周辺での新たな作戦を開始し、重要な都市であるアビドス（en）を包囲した。紀元前200年の秋、ローマ大使はピリッポスに対して、ギリシアの都市を攻撃しない、プトレマイオス朝領を簒奪しない、ロドスおよびペルガモンとの調停を行う、という内容の二度目の最後通牒を送った。もはやローマがピリッポスとの戦争の意思を固めたことは明らかであった。二度目の最後通牒を送ったのと全く同時に、ローマ軍はイリュリアに上陸していた。ピリッポスは、紀元前205年にローマと締結したフォイニケの和約への違反はないと抗議したが、無駄であった。
ポリュビオスによると、アビドスを包囲している最中にピリッポスは忍耐を無くし、アビドスに対して「総攻撃を開始するので、降伏か自決したいものは3日以内にそうせよ」とのメッセージを送った。市民達は自らの手で女性および子供を全員殺し、価値あるものは全て海に投げ捨て、男達は最後の一人まで抵抗した。この話は、ピリッポスがマケドニアの勢力を拡大するにあたって残虐行為を行ったとの評判を示すものである。

## 戦争
ピリッポスはギリシアに積極的な同盟国を持っていなかった。しかし、ギリシア人は第一次マケドニア戦争におけるローマ軍団の残虐行為を覚えており、ローマに対しても熱心に支援することはなかった。ほとんどのギリシア都市国家は、戦争の成り行きを見守るだけであった。最初の2年間、ローマの作戦は精彩を欠いていた。紀元前200年の執政官プブリウス・スルピキウス・ガルバ・マクシムスはピリッポスに対して多少前進することができたが、後任（紀元前199年）の執政官プブリウス・ウィッリウス・タップルスは、自身の兵の反乱に対処しなければならなかった。紀元前198年ウィッリウスはティトゥス・クィンクティウス・フラミニヌスに指揮権を譲ったが、彼は全く異なる将軍であることを証明した。
フラミニヌスは未だ30歳前であり、自他共に求めるギリシア文化愛好家であった。彼は戦争に勝利するために、ローマのポリシーを変更した。それまでは、ピリッポスが南部のギリシア都市に攻撃をかけてくるのを阻止するだけであったが（「ギリシアの平和」）、フラミニヌスはギリシア南部都市の守備兵を転用し、マケドニア本土を攻撃することとした（「ギリシアの自由」）。
紀元前198年、フラミニヌスはピリッポスに対して積極的な作戦を行い、6月にはアオウスの戦いでピリッポスに勝利し、テッサリアに退却させた。アカイア同盟は、伝統的に親マケドニアであったが、このときはスパルタのナビスとの戦争で手一杯であり、第二次マケドニア戦争にはここまで全く関係していなかった。さらに、ローマの勝利により多くの都市国家が親マケドニア的姿勢を取りやめた。しかし、マケドニア最初の王朝であるアルゲアス朝のルーツとなったアルゴスはピリッポスへの忠誠を失わなかった。
ピリッポスは講和の意思があることを宣言したが、ローマでの選挙が近づいていたので、予備交渉は極めて重要な時期に行われた。フラミニヌスは戦争を自身の手で終わらせることを熱望していたが、しかし翌年にもプロコンスル（前執政官）としてインペリウム（軍事指揮権）を継続できるかは分からなかった。このため、フラミニヌスはピリッポスとの交渉を継続する一方、選挙の結果を待つこととした。もし、ローマに戻ることとなったら、その前に直ちにマケドニアと講和する。もし指揮権が継続されたなら、交渉を決裂させて戦争を再開する。紀元前198年11月、フラミニヌスとピリッポスはロクリスのニカエアで会合した。本会議の開始を遅らせるため、フラミニヌスは全ての同盟国が出席すべきと主張した。また、フラミニヌスはピリッポスがギリシア全土から撤退することを主張した。ピリッポスは最近占領したトラキアと小アジアの放棄は認めることを考えていたが、全ギリシアからの撤退は飲めなかった。フラミニヌスは、この条件はギリシアの都市国家が固執しており、解決のためにピリッポスにローマ元老院に使節を派遣することを提案した。ピリッポスはこの提案を受け入れたが、この時点でフラミニヌスは指揮権が延長されることを知っており、ローマにいる彼の友人達が交渉を妨害した。このため、フラミニヌスは戦争を継続することができた。
ローマの思うとおりに事が進んでいるのを見て、アカルナイアを除く他の同盟国はピリッポスら離れた。このため彼は25,000人の傭兵を雇用せざるを得なくなった。戦争を決定したのは紀元前197年6月にトラキアで発生したキュノスケファライの戦いであった。マニプルスを単位として柔軟な戦術がとれるローマ軍は、地形の利もありマケドニアのファランクスを粉砕した。ピリッポスはローマと講和せざるを得なかった。

## フラミニヌスの和平
停戦が宣言され、テンペの谷（en）で講和会議が開催された。ピリッポスはギリシア全土から撤退し、征服したトラキアと小アジアを放棄することに合意した。ローマと同盟して戦ったアエトリア同盟はピリッポスに領土割譲を求めたが、フラミニヌスはこれを受け入れなかった。合意内容は批准のためにローマに送られた。元老院は、賠償金の支払いと海軍の降伏を条件に付け加えた。紀元前196年、講和条約は発効しその年のイストミア大祭において、フラミニヌスは「ギリシアの自由」を宣言した。にもかかわらず、ローマはマケドニア側の戦略上重要な都市であるコリントス、ハルキス、デメトリア（en）に紀元前194年まで駐屯を続けた。

## 参考資料
- Will, Edouard, L'histoire politique du monde hellénistique (Editions du Seuil, 2003 ed.), Tome II, pp. 121–178.
- Green, Peter, Alexander to Actium, the historical evolution of the Hellenistic Age, 1993, pp. 305–311.
- Polybius, Histories XVI
- Kleu, Michael, Die Seepolitik Philipps V. von Makedonien, Bochum, Verlag Dr. Dieter Winkler, 2015.